# サムライ×オトメ
サムライ×オトメは、かつて活動していた日本の女性アイドルグループ。所属事務所はクリエイティブアーツ。

## 概要
“日本文化を世界に発信アイドル「サムライ×オトメ」”としてオタク文化、原宿ファッション、茶道及び作法、おもてなしの心、古代文字、書道等をコンセプトに結成された。
衣装も日本文化をテーマにデザインされている。海外での活動も視野に“伝統的な日本文化から現代のサブカルチャーと呼ばれるものや、オタク文化まで、日本が世界に誇る”今”を国内外に伝播する。”と公式サイトに記述されている。
ライブの特徴として書道パフォーマンスを行うのが定番となっている。また、“ライブ中の写真、動画撮影を可能(主催者が撮影全面禁止以外)”としておりユーザーによってアップロードされた画像や動画はTwitterやYouTubeで確認することができる。
2018年3月11日に目黒鹿鳴館にて活動休止ワンマンライブを開催。
2018年3月12日、現メンバー（濱口、西村、榎園、馬木）の契約を終了。事実上の解散に至る。

## 運営
デビュー前からサムオト教室やコラボイベントなどを実施しており、企画はプロデューサー（別名:Pさん、サムP、その他複数）が行っている。ユーザーの意見や要望をライブ会場、Twitter、SHOWROOM (ストリーミングサービス)で募っており実際に開催した企画も存在する。サムライ×オトメ ファンサイトは“うさぎ”が管理しておりライブやイベントの同行取材を行っている。“うさぎ”がプロデューサーにコラボ企画を持ち込んだ際に「ファンサイトの運営をやってみては」の発言から実現した。唯一イベント中の写真を許可されている為、イベントの写真や記事をHPで確認できる。
ステージ演出・振付は、安室奈美恵出演の「Coka-cola」やマクドナルドのCM振付などを手掛けた「KENSKE★」が担当している。また、音楽プロデューサーには「乃木坂46」「ミス・モノクローム （堀江由衣）」などへの楽曲提供をしている株式会社Rebrastの代表「早川博隆」を迎え、国内外の展開先に合わせた柔軟な曲作りを行っている。ステージ演出・振付、プロデューサーとの楽曲調整やレコーディングなどをTwitterで確認することができる。

## 所属メンバー
|            | よみ            | 担当色 | 生年月日（年齢）     | 出身地 | 血液型 | 身長  | 備考                            |
| ---------- | --------------- | ------ | -------------------- | ------ | ------ | ----- | ------------------------------- |
| 濱口ハンナ | はまぐち はんな | 猩々緋 | 1990年4月2日（34歳） | 大阪   | A型    | 160cm | 日本書写技能検定、和食検定      |
| 西村ゆり   | にしむらゆり    | 真珠色 | 7月7日               | 滋賀   | A型    | 155cm | サブカル担当 ニコ生主：ちんばく |
| 榎園えみ   | かえんえみ      | 蜜柑色 | 6月21日              | 愛媛   | AB型   | 155cm | 温泉＆サムオトヲタ担当          |
| 馬木ももか | うまきももか    | 花緑青 | 9月14日              |        | B型    | 155cm | 和太鼓担当                      |

※担当色はWebカラー(Hextriplet)を基準として編集

## メンバー詳細
濱口ハンナ
- ニックネーム - おはなちゃん、ハナちゃん、ハンちゃん
- 担当文化 - 書道
- 好きな言葉 - できない、できない、できない、できる！

西村ゆり
- ニックネーム - ゆりっぺ・ちんばく
- 担当文化 - サブカル

榎園えみ
馬木ももか

### 過去のメンバー
| 氏名       | よみ            | 担当色   | 生年月日（年齢）      | 出身地 | 血液型 | 身長  | 備考                         |
| ---------- | --------------- | -------- | --------------------- | ------ | ------ | ----- | ---------------------------- |
| 春さやか   | はる さやか     | 浅葱色   | 1993年9月25日（31歳） | 広島   | O型    | 152cm | オタク文化、原宿ファッション |
| 宮崎ひなこ | みやざき ひなこ | 牡丹色   | 1992年8月7日（32歳）  | 東京   | B型    | 162cm | 日本茶インストラクター       |
| 大迫ちひろ | おおさこちひろ  | 若紫色   | 3月6日                |        |        |       | 忍者担当                     |
| 青池ヒカル | あおいけひかる  | 瑠璃色   | 4月24日               |        | AB型   |       | 弓道弐段                     |
| 橘亜李彩   | たちばなありさ  | 菜の花色 | 1992年12月6日（32歳） | 神奈川 | B型    | 167cm | 神社仏閣＆お城担当           |

## 略歴
2016年
- 3月7日 - Zepp東京「超！スタ杯 × Next Gate Collection」にてデビュー
- 9月18日、19日、忍者WARS出演[8][9][リンク切れ]。
- 10月24日付けで家庭の事情により宮崎ひなこが脱退[10][リンク切れ]

2017年
- 3月10日 - club asiaにて1stワンマンライブ
- 3月10日付で夢を追いかけるため春さやかが卒業、青池ヒカル、大迫ちひろが加入
- 5月25日付で健康上の理由により大迫ちひろが卒業
- 12月10日付けで榎園えみ、馬木ももかが加入

2018年
- 1月13日付で役者の道に専念するため橘亜李彩が卒業[要出典]
- 1月13日付（？）で就職が決まったため青池ヒカルが卒業[要出典]

## 楽曲
| 楽曲                     | 備考 |
| ------------------------ | --- |
| 純情！戦国パラダイス     | 2016年3月7日初披露                                                                                                  |
| 花月一凛                 | 2016年3月7日初披露、曲中に濱口ハンナが書のパフォーマンスを行うことが多い曲                                          |
| 真白の羽根               | 2016年5月21日初披露、さやか作詞曲                                                                                   |
| あっぱれ！ヤマトナデシコ | 2016年6月5日初披露                                                                                                  |
| 十六夜の華               | 2017年3月10日ワンマンライブにてインストを発表 2017年7月20日主催ライブにて歌唱・ダンスを含めたパフォーマンスを初披露 |

## 出演

### テレビ
2016年
- 2月4日 - Auto Garage TV （ゲスト出演）

### ラジオ
2016年
- 5月15日 - FMやまと 「Ninja大和」（濱口がゲスト出演）
- 5月19日 - MusicProcedure」（濱口がゲスト出演）

### 演劇
2016年
- 7月8日 ～ 7月10日 - 春さやか主演朗読劇「愛傷メランコリー」 @ Joy Joy ステーション[11]